# Шарі-Багірмі
Шарі-Багірмі (фр. Chari-Baguirmi, араб. منطقة شاري باقرمي) — адміністративний регіон в Республіці Чад. Назву свою регіон отримав за назвою річки Шарі та історичного султанату Багірмі.
- Адміністративний центр - місто Масенья.
- Інші великі міста - Дурбан, Бусо, Нджамена.
- Площа - 46 000 км², населення - 621 785 осіб (2009 рік).

## Географія
Регіон Шарі-Багірмі знаходиться в південно-західній частині Чаду і територіально відповідає більшій частині колишньої префектури Шарі-Багірмі. На північному заході межує зі столичним регіоном Нджамена, на півночі з регіоном Хаджер-Ламіс, на сході з регіонами Гера та Середнє Шарі, на півдні з регіонами Танджиле та Східний Майо-Кебі. На заході проходить державний кордон між Чадом та Камеруном.

## Демографія
Основні народності регіону: араби Чаду (більш 1/3 від загального числа мешканців), фульбе, канурі, барма. Пануюча релігія - іслам.

## Адміністративний поділ
В адміністративному відношенні Шарі-Багірмі підрозділяється на 3 департаменти: Багірмі (складається з 3 підпрефектур), Шарі (5 підпрефектур) та Луг-Шарі (5 підпрефектур).